# آنتونیو گومیس
آنتونیو گومیس (انگلیسی: Antonio Gomis؛ زادهٔ ۲۰ مهٔ ۲۰۰۳) بازیکن فوتبال اهل اسپانیا است که در حال حاضر برای باشگاه فوتبال اتلتیکو مادرید بازی می‌کند. 